# Айтель-Фрідріх Редігер фон Мантойффель
Барон Айтель-Фрідріх Редігер фон Мантойффель (нім. Eitel-Friedrich Roediger Freiherr von Manteuffel; 25 вересня 1895, Раштат — 31 липня 1984, Вісбаден) — німецький офіцер, генерал-майор люфтваффе.

## Біографія
Представник знатного прусського роду спадкових військовиків. Молодший син оберста Прусської армії барона Фрідріха Вільгельма Редігера фон Мантойффеля і його дружини Вільгельміни, уродженої Райнбольдт. Його старший брат Максиміліан Фрідріх, лейтенант Прусської армії, загинув у бою 3 вересня 1914 року.
22 березня 1914 року вступив в Прусську армію. Учасник Першої світової війни. 31 березня 1920 року звільнений у відставку. Представляв на світовому ринку продукцію різноманітних американських виробників літаків. З 1933 році — пілот Люфтганзи. 1 січня 1936 року вступив в люфтваффе і призначений комендантом авіабази Шляйссгайма. З 1 березня 1937 року — командир льотного училища в Людвігслюсті. З 15 травня 1939 року — знову комендант авіабази Шляйссгайма. З 1 жовтня 1939 по 22 грудня 1940 року — командир 77-ї винищувальної ескадри. З 1 квітня 1941 року — командир винищувальної авіації «Центр». З 1 жовтня 1941 року — офіцер зв'язку люфтваффе з ВПС Угорщини. З вересня 1943 року — комендант аеродрому 3/XIII. З 21 березня 1944 року — генерал для особливих доручень при німецькі військовій місії в Румунії, командир частин авіаційної області та інспектор наземних частин люфтваффе в Румунії. 28 серпня 1944 року взятий в полон радянськими військами. 3 січня 1950 року звільнений, став підприємцем авіаційної промисловості.

## Звання
- Лейтенант (22 березня 1914)
- Оберлейтенант запасу (31 березня 1920)
- Майор (1 січня 1936)
- Оберстлейтенант (1 січня 1938)
- Оберст (1 вересня 1940)
- Генерал-майор (1 жовтня 1944)

## Нагороди
- Залізний хрест 2-го і 1-го класу
- Нагрудний знак військового пілота (Пруссія)
- Пам'ятний знак пілота (Пруссія)
- Почесний хрест ветерана війни з мечами
- Нагрудний знак пілота
- Медаль «За вислугу років у Вермахті» 4-го класу (4 роки)